# Zgrada Akvarija na Marjanu
Zgrada Akvarija na Marjanu. Dio je sklopa secesijskih zgrada u sklopu Prirodoslovnog muzeja u Splitu, zaštićenih kao kulturno dobro. Zgrada je srušena ali ju se namjerava obnoviti.:4.
Smješten je na uređenoj zaravni na prvom vrhu Marjana, kako se vidi na Planu grada Splita iz 1914. (Senjanovićev plan). Na njoj je bio vidikovac kružnog tlocrta na jugoistočnom rubu zaravni. Mali restoran podignut je nešto izvan zaravni 1909., jugozapadnog od malog podignut je Veliki restoran 1913. a sjeverozapadnom rubu zaravni, a morski Akvarij je dodan 1928. godine uz sjeverni rub zaravni.:6.
Djelo češko-hrvatskog arhitekta Josipa Kodla iz Splita. Sagrađeno je 1928. godine. Bio je prvi Akvarij u Hrvatskoj i u Kraljevini Jugoslaviji.
Kodl ga je postavio nasuprot verandi Prirodoslovnog muzeja, tvoreći tako mali ostakljeni paviljon, čime je sasvim poštovao postojeću arhitekturu. Pretpostavka koja se nameće da je istom prigodom uredio zaravan oko njega postavljajući na rubovima ogradu od kovanog željeza među kamenim stubovima. :39. Okolo akvarija pružala se ograda.:24. Akvarij je bio osebni paviljon, istočno od Prirodoslovnog muzeja. Upravitelj Umberto Girometta osmislio je koncepciju. Radove su izvele općinske radionice. Zgrada je bila svijetla i zračna. Unutarnje uređaje, bazene i sprave isporučila je njemačka tvrtka iz Lipskog. Zastupljene vrste u Akvariju bile su vlasulje, bodljikaši, morski ježevi, školjke, puževi, crvi cjevaši te dvadesetak vrsta riba. Akvarij je otvoren 19. svibnja 1928. godine i otvorenju je nazočila tek skupinica ljubitelja prirode. No, sutradan došlo je tisuću posjetitelja. Pred drugi svjetski rat je zatvoren. Poslije rata ovdje je bio smješten terarij.:33.
Zgrada je srušena tijekom 1995. i 1996.:33. Korozija u betonu dovela je građevinu u vrlo loše stanje te zgrada nije bila za boravak.:33. Konzervatori razmatraju faksimilnu rekonstrukciju zgrade Akvarija temeljem arhitektonskog snimka iz 1985. godine autora Davora Grimanija i i fotodokumentacije koje se čuva u Prirodoslovnom muzeju. Za to se zahtijeva da obnovljenoj zgradi mora se dati nova namjena sukladna djelatnosti muzeja.:40. Porušeni elementi čuvaju se za buduću obnovu.:40.